# Clase aparte (álbum de Yaga & Mackie)
Clase aparte es el segundo álbum de estudio del dúo puertorriqueño Yaga & Mackie. Fue publicado el 5 de octubre de 2004 a través del sello Diamond Music, a cargo del productor Iván Joy. Contiene colaboraciones destacadas de Zion & Lennox, Voltio, Don Omar; además del sencillo «Acechándote», una de sus canciones más populares.

## Lista de canciones
| N.º      | Título                                    | Productor(es)                     | Duración |  |
| 1.       | «Intro – Clase Aparte»                    | Echo · Ramses                     | 2:04     |  |
| 2.       | «Acechándote»                             | Luny Tunes · Nely                 | 3:33     |  |
| 3.       | «La batidora» (con Don Omar)              | Mercenario · Noriega              | 3:23     |  |
| 4.       | «Travesuras»                              | Mercenario · Monserrate · Noriega | 3:32     |  |
| 5.       | «No quisiera dejarte» (con Zion & Lennox) | Mercenario · Monserrate           | 5:00     |  |
| 6.       | «Amor verdadero»                          | Mercenario · Noriega              | 3:48     |  |
| 7.       | «Rosa María» (con Ramses)                 | Echo · Ramses                     | 3:28     |  |
| 8.       | «Cuando, cuando»                          | Mercenario · Noriega              | 3:31     |  |
| 9.       | «Buche y pluma» (con Voltio)              | Mercenario · Noriega              | 3:43     |  |
| 10.      | «Noche de estrellas» (con Benzino)        | Echo                              | 4:14     |  |
| 11.      | «Pancuquera»                              | DJ Sonic                          | 2:22     |  |
| 12.      | «Débiles quítense» (con Getto & Gastam)   | Echo                              | 4:32     |  |
| 13.      | «Mato por tu amor»                        | Mercenario · Monserrate           | 3:37     |  |
| 14.      | «Mucho caché»                             | Echo · Hyde                       | 3:48     |  |
| 15.      | «Chica no tardes» (con Escalona)          | Mercenario · Monserrate           | 3:51     |  |
| 16.      | «Yo soy aquel»                            | DJ Sonic                          | 2:49     |  |
| 17.      | «Vente conmigo» (con Ranking Stone)       | Fénix · Mercenario                | 3:19     |  |
| 18.      | «Seducción» (con Supremo)                 | Echo                              | 4:27     |  |
| 19.      | «Haciendo el amor»                        | Mercenario · Noriega              | 3:14     |  |
| 20.      | «Chiquita (Remix)»                        | DJ Majestic                       | 3:41     |  |
| 21.      | «Jamón del Cairo (Remix)»                 | Luny Tunes · Nely                 | 3:51     |  |
| 01:15:47 |                                           |                                   |          |  |

## Personal
Adaptados de los créditos del CD original.
- Iván Joy – Productor ejecutivo.
- Javier Martínez (Yaga) – Artista principal, composición, productor ejecutivo.
- Luis Pizarro (Mackie) – Artista principal, composición, productor ejecutivo.
- DJ Majestic – Edición, mezcla, producción (20).
- Esteban Piñero – Masterización.
- Paul Irizarry – Composición, producción.
- Tommy “Ramses” – Artista invitado (7), composición, producción.
- Luny Tunes – Composición, producción.
- Nely el Arma Secreta – Producción.
- Don Omar – Artista invitado, composición.
- Rafy Mercenario – Composición, producción.
- Norgie Noriega – Coros, composición, producción.
- Alex Monserrate – Composición, producción.
- Félix Ortiz – Artista invitado, composición (5).
- Gabriel Pizarro – Artista invitado, composición (5).
- Julio Voltio – Artista invitado, composición.
- Raymond Scott – Artista invitado, composición.
- DJ Sonic – Composición, producción.
- Raul Lozada, Vicente Gaztambide – Artistas invitados, composición.
- Hyde – Composición, producción.
- Escalona – Artista invitado, composición.
- Pedro Cardona Santiago (Ranking Stone) – Artista invitado, composición.
- Fénix – Composición, producción.
- Supremo – Artista invitado, composición.
- Sosa – Producción.
- DJ Nelson – Producción.